# San Antonio de los Reyes
San Antonio de los Reyes är en ort i Mexiko.   Den ligger i kommunen Lagos de Moreno och delstaten Jalisco, i den centrala delen av landet, 400 km nordväst om huvudstaden Mexico City. San Antonio de los Reyes ligger 1 993 meter över havet och antalet invånare är 134.
Terrängen runt San Antonio de los Reyes är en högslätt. Runt San Antonio de los Reyes är det ganska tätbefolkat, med 56 invånare per kvadratkilometer. Närmaste större samhälle är Palo Alto, 18,1 km norr om San Antonio de los Reyes. Trakten runt San Antonio de los Reyes består till största delen av jordbruksmark.